# برينس2

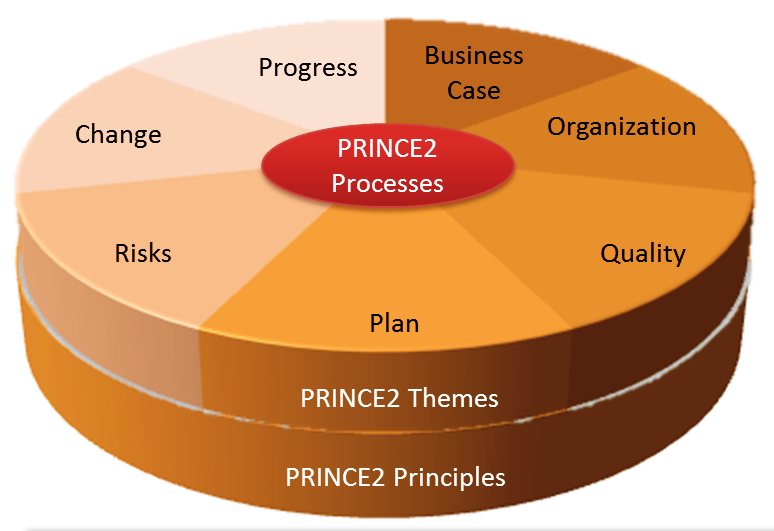
منهجية برينس2 لادارة المشروعات

إن منهجية ادارة المشاريع برينس 2 (بالإنجليزية PRINCE2) (وهي اختصار  Projects In Controlled Environments  المشاريع في البيئات الخاضعة للتحكم، الإصدار 2) تشمل إدارة الجودة، ومراقبة وتنظيم المشروع مع الاتساق والمراجعة لتتماشى مع اهداف المشروع، وكذلك هي برنامج لمنح شهادة معتمدة للممارسين المؤهلين في تلك المنهجية من خلال التدريب، ومن خلال هذه المنهجية يتم تقسيم المشاريع إلى مراحل يمكن التحكم فيها والسيطرة عليها.
ولقد نشأت هذه المنهجية كمشروع مشترك من حكومة المملكة المتحدة وشركة كابيتا، بنسب 49% و 51% على التوالي.
وتقسّم هذه الطريقة إدارة المشاريع إلى مجموعة من المراحل يمكن التصرف والتحكم فيها. تعتمد الطريقة برينس2 على سبعة مبادئ، سبعة محاور، وسبعة مناهج.